# فلامینگوی کوچک
فلامینگوی کوچک یا بال‌آتشی کوچک (Phoenicopterus minor) یک گونه از تیره بال‌آتشیان است که ساکن آفریقا و جنوب آسیا است.
این گونه کوچک‌ترین و پرشمارترین گونه فلامینگو است، که تعداد آن دو میلیون تخمین زده شده‌است. معمولاً وزن آن ۴٫۵ پوند (۲٫۰ کیلوگرم) و طول آن ۳ فوت است. همچنین طول بال آنها تقریباً یک متر است.

## نگارخانه

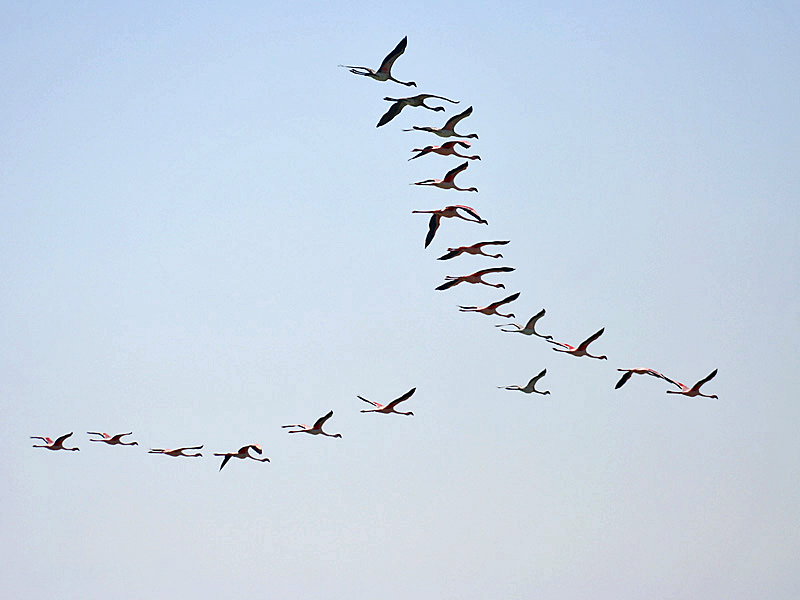
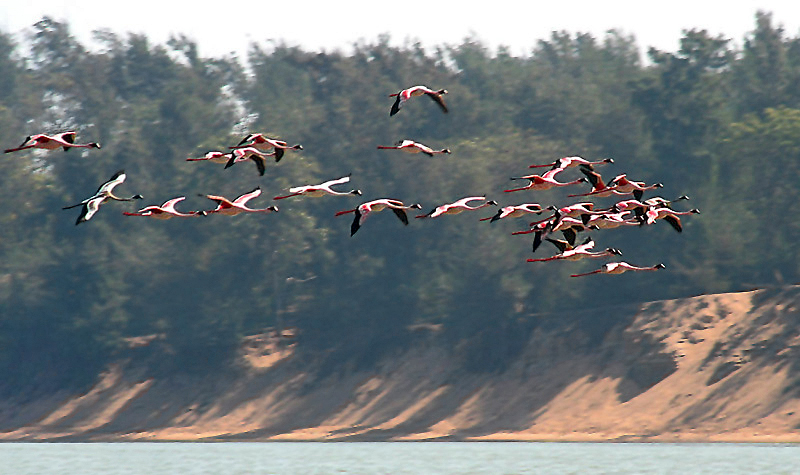
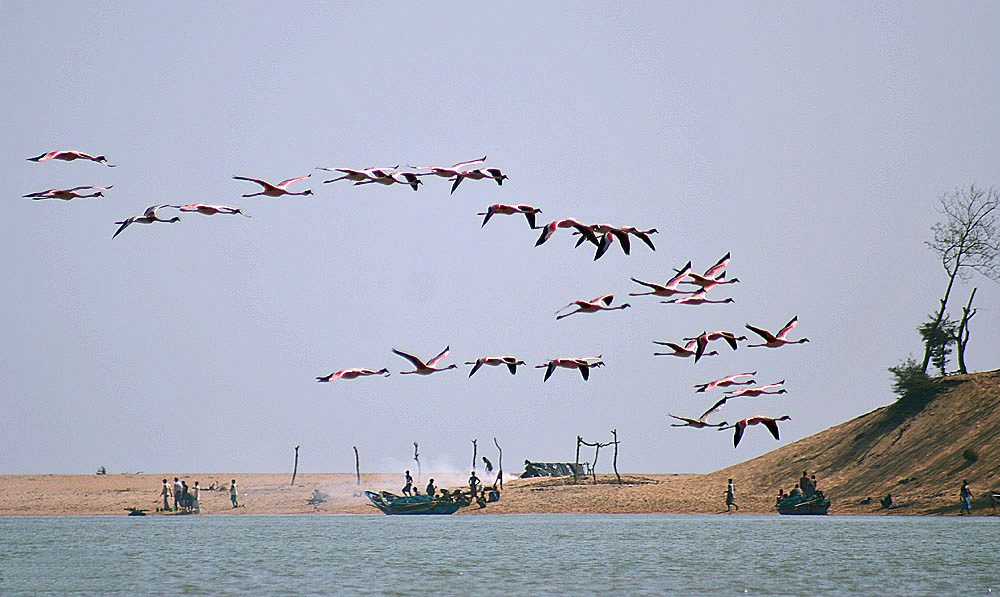
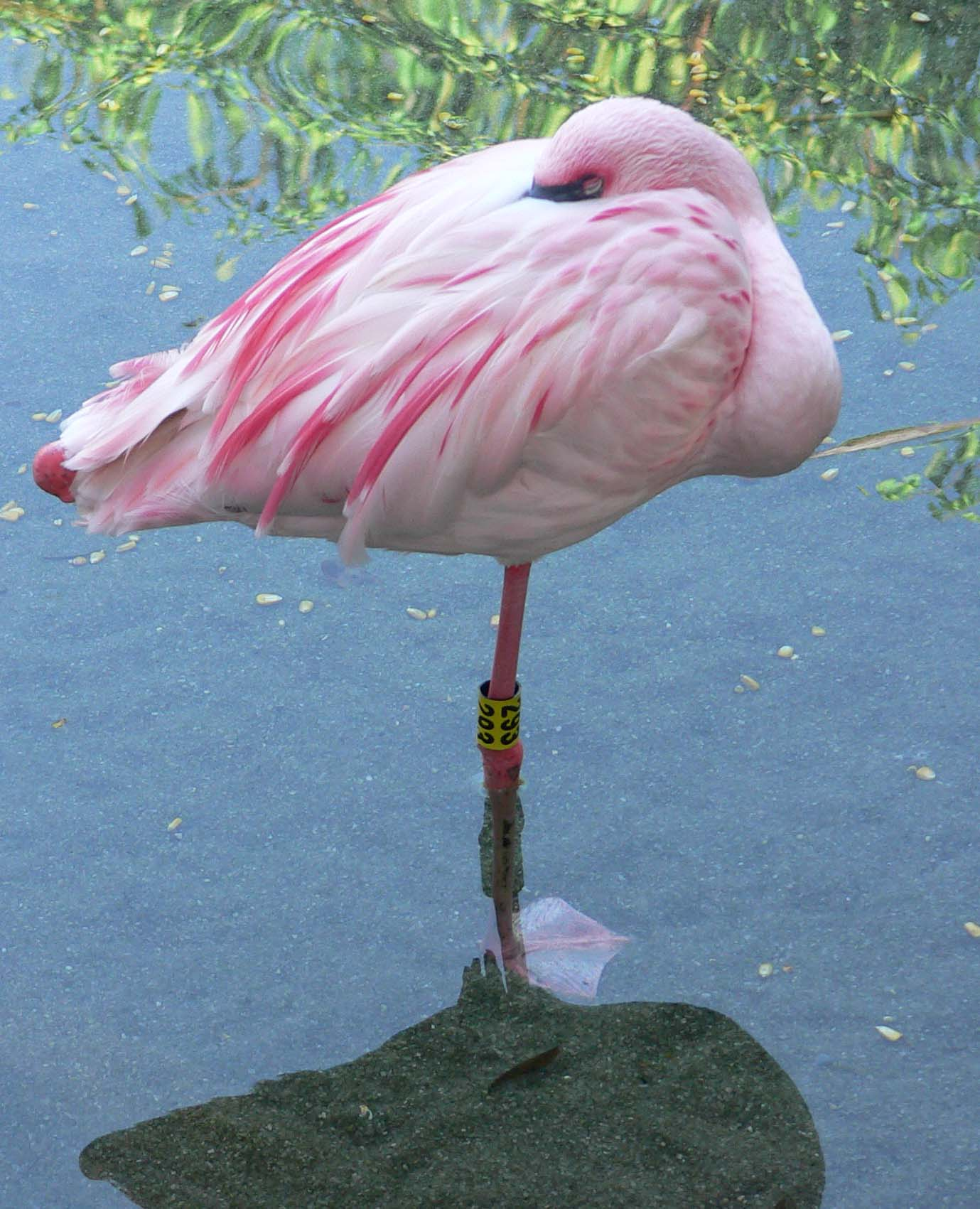
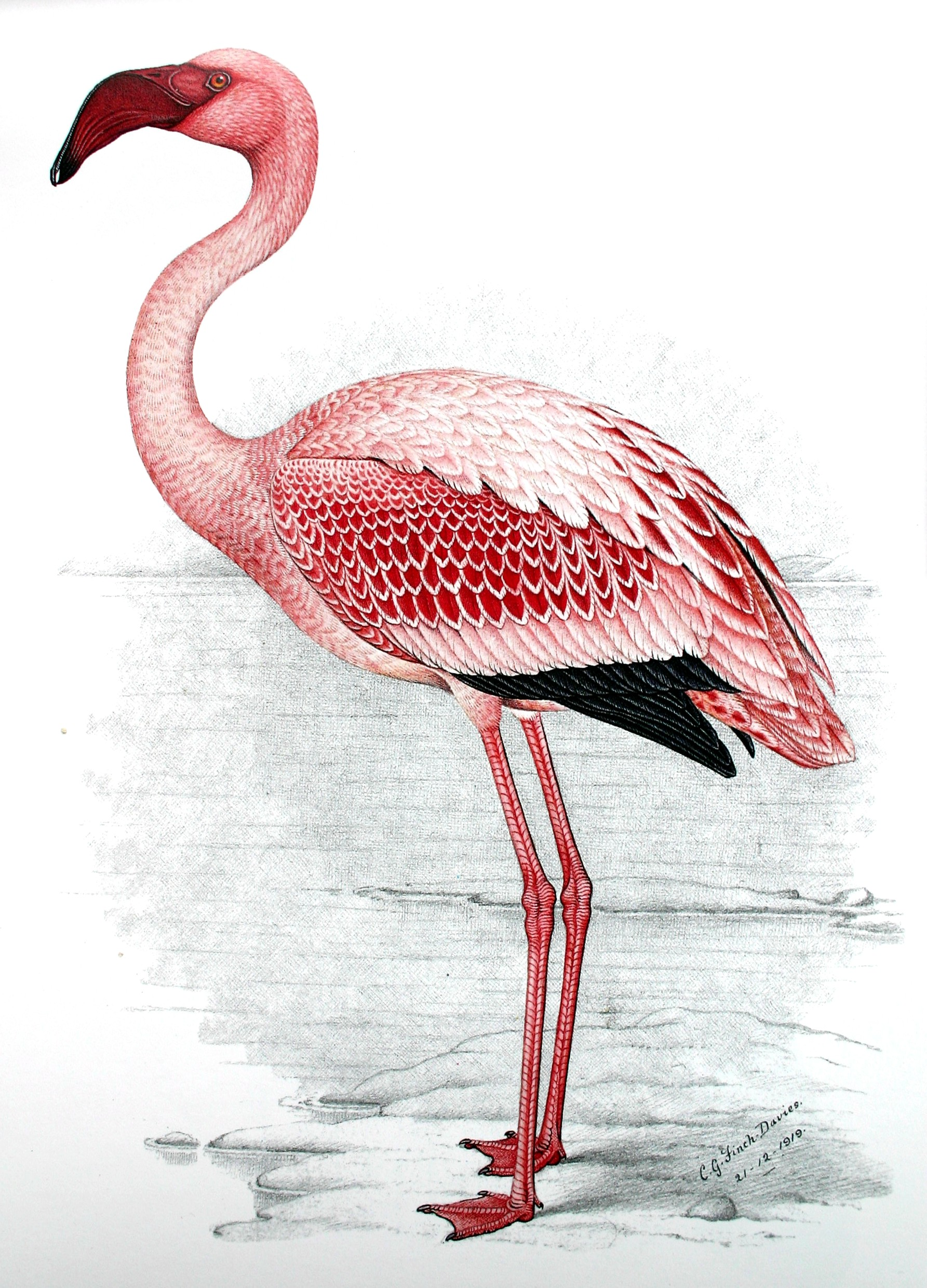
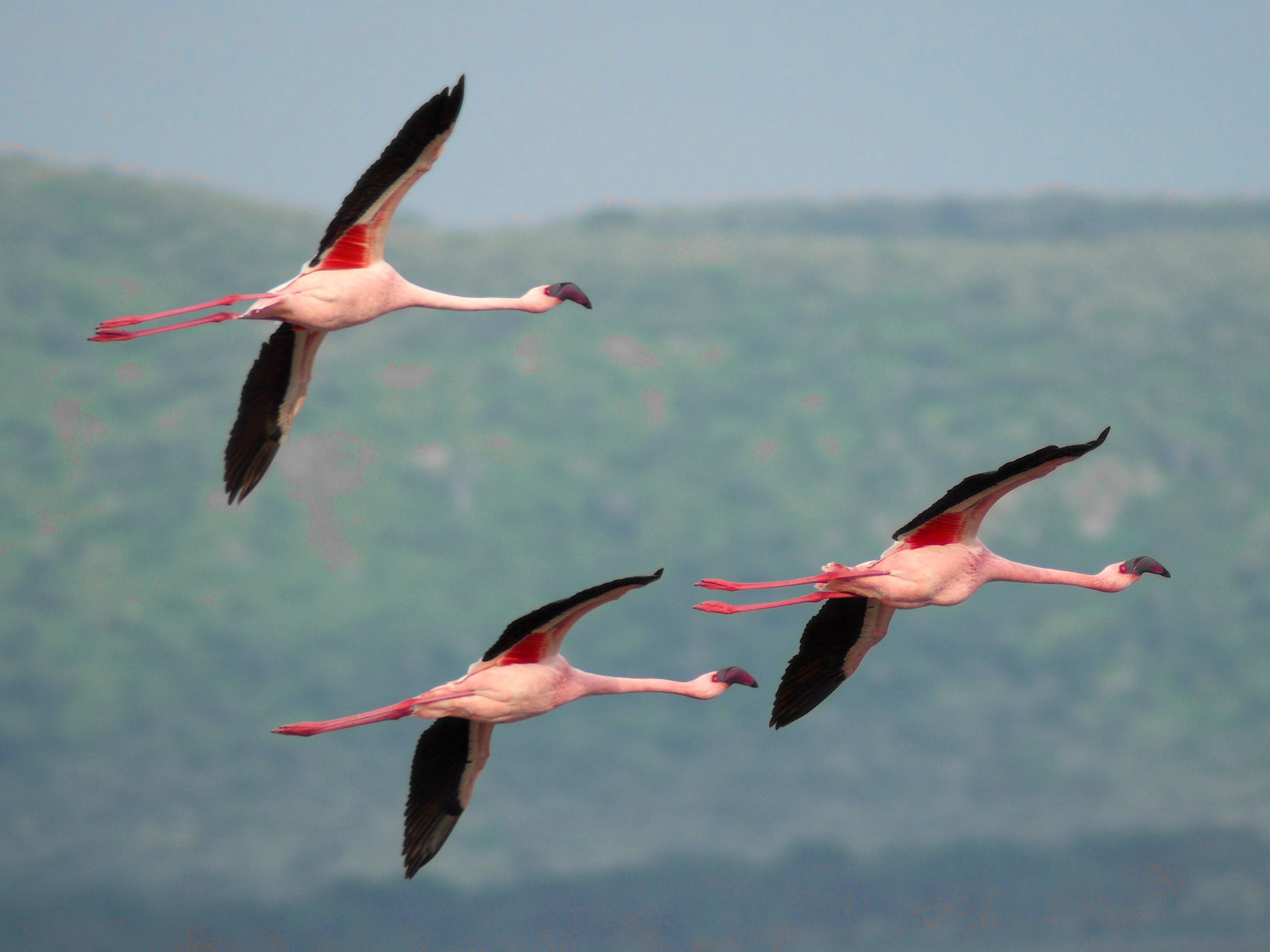
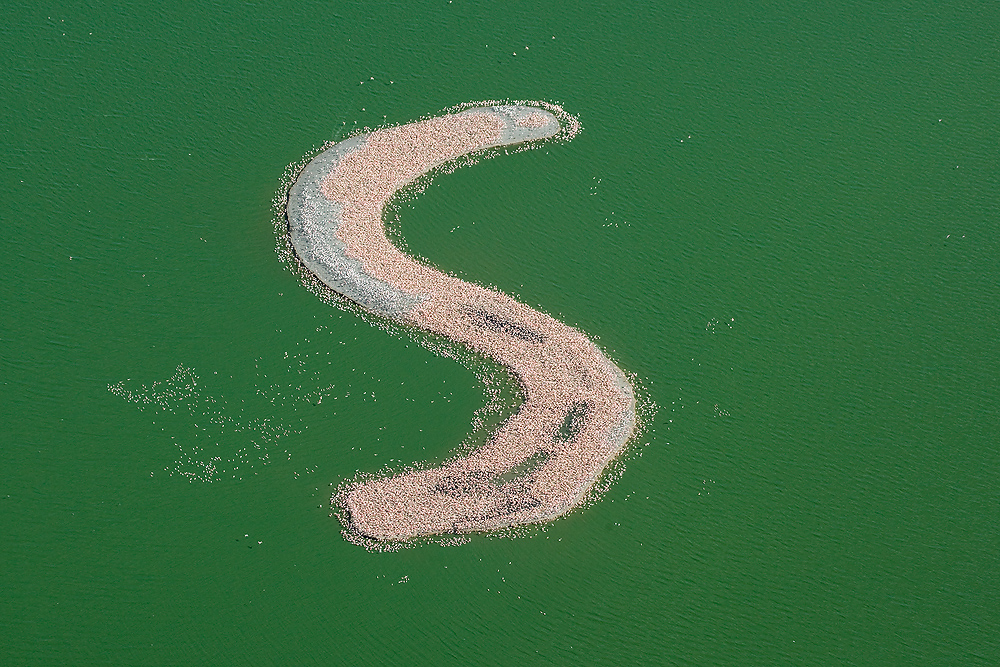
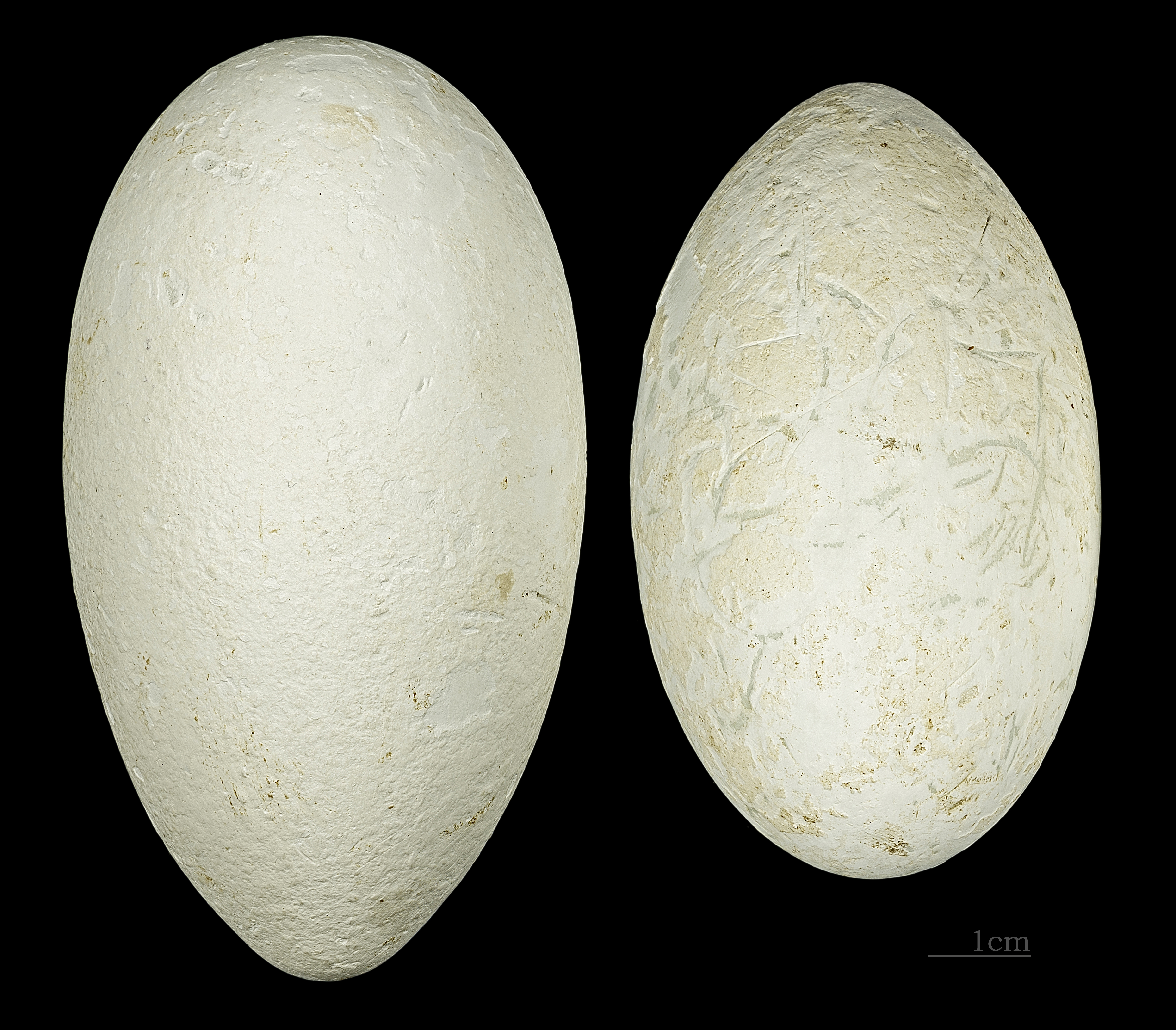